# Covas (Vila Verde)
Covas is een plaats (freguesia) in de Portugese gemeente Vila Verde en telt 503 inwoners (2001).